# طبق آغار

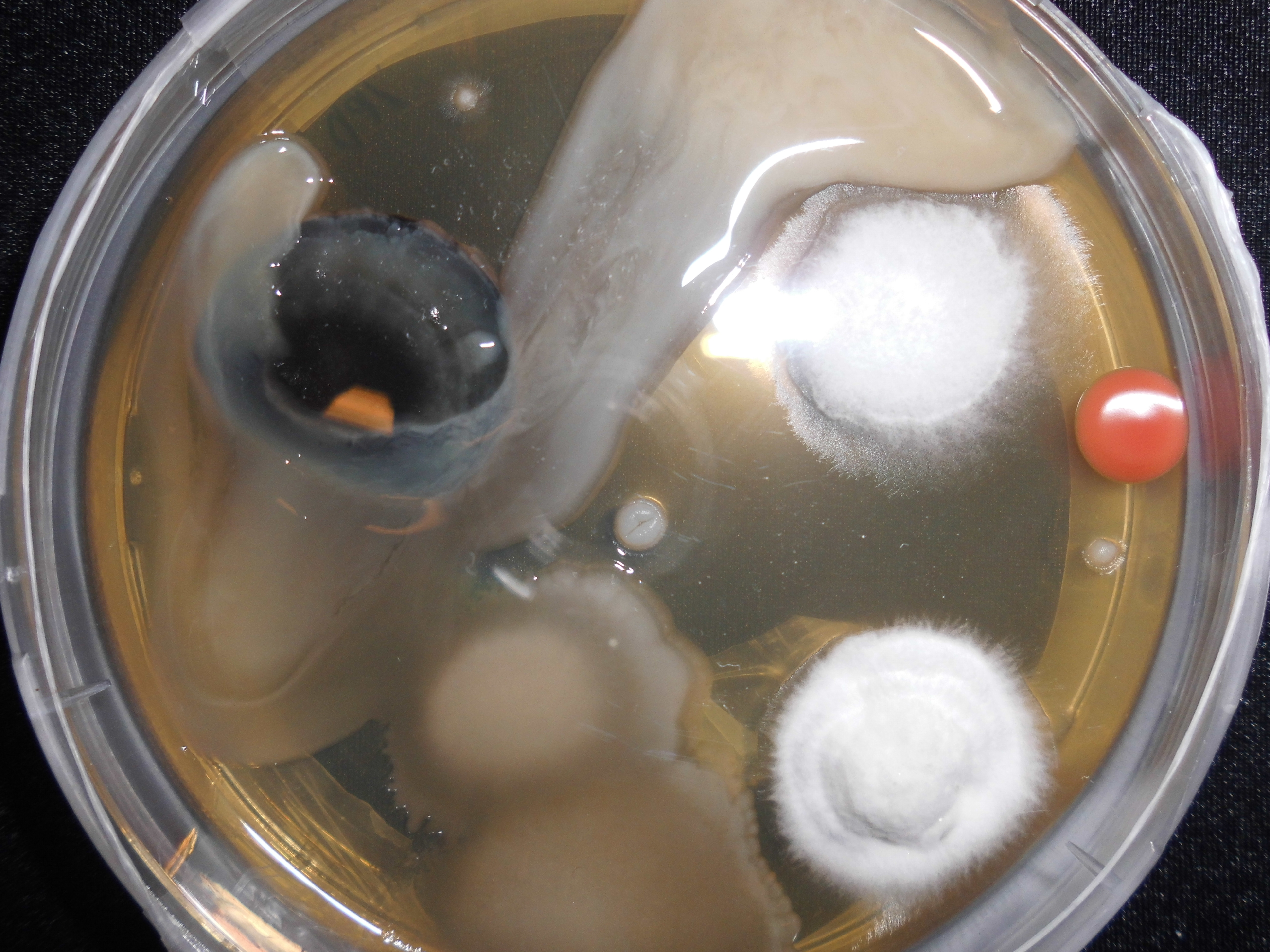
تلوث على طبق آجار

طبق الآجار أو صحن الآجار (بالإنجليزية: Agar plate)‏ عبارة عن علبة بتري تحتوي على مستنبت (يتكون في العادة من آجار مضافًا إليه مغذيات) يُستخدم في زراعة الميكروبات أو النباتات الصغيرة مثل حزازيات سيكوميتريلا بيتنس.
كما يمكن إضافة مركبات نمو منتقاة إلى المستنبت، مثل المضادات الحيوية.
تنمو الميكروبات الفردية الموضوعة في الطبق على هيئة مستعمرات فردية، حيث تكون كل مستعمرة متطابقة جينيًا مع الميكروب المكون لها (باستثناء الميكروبات التي ينخفض معدل تجنبها لحدوث الطفرات). وهكذا، يمكن استخدام الطبق لتقدير تركيز الميكروبات في مزرعة سائلة أو محلول مخفف مناسب لتلك المزرعة وذلك باستخدام جهاز إحصاء المستعمرات، أو لاستيلاد مزارع نقية الجينات من مزرعة مختلطة لميكروبات مختلفة جينيًا وذلك باستخدام تقنية تُسمى «التخطيط». في هذه التقنية، توضع قطرة من المزرعة على طرف إبرة رفيعة ذات عقدة تكون معقمة، تُسمى أحيانًا «مُلقِّحة»، ليتم توزيعها على هيئة خطوط على سطح الآجار تاركة ورائها الميكروبات، حيث يتجمع عدد كبير من الميكروبات في بداية التخطيط وعدد أقل في نهايته. وفي مرحلة معينة من عملية «التخطيط» الناجحة، تقوم هذه الميكروبات المتجمعة بتكوين مستعمرات فردية مميزة لتنمو في هذه المنطقة التي يمكن إزالتها لعمل مزارع أخرى باستخدام إبرة معقمة أخرى.

## الخلفية التاريخية
في عام 1881، اقترحت فاني هيس، التي كانت تعمل كفنيّ لزوجها في مختبر روبرت كوخ، فكرة الآجار كعامل تهيئة فعّال منذ أن كان استخدامه شائعًا في صناعة المربى لفترة من الزمن.

## الأنواع

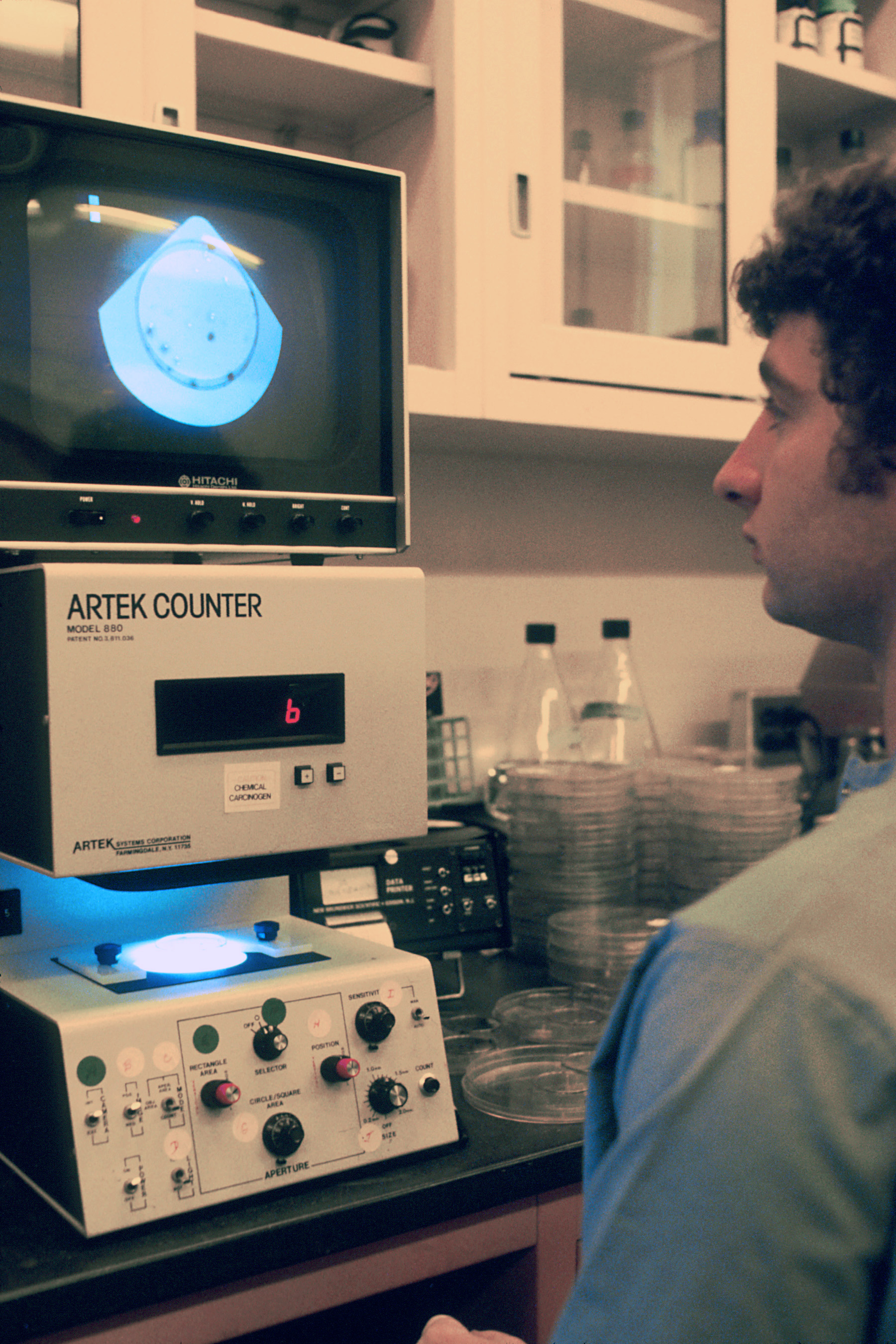
An agar plate being viewed in an electronic colony counter

طبق من الآجار يتم مشاهدته خلال جهاز إحصاء المستعمرات الإلكتروني
كغيرها من المستنبتات الأخرى، يمكن تصنيف تركيبات الآجار المستخدمة في الأطباق إلى مستنبتات «محددة» أو «غير محددة». ويتم تصنيع المستنبت المحدد من مواد كيميائية فردية لازمة للكائنات العضوية بحيث يُعرف التركيب الجزيئي الدقيق لها، بينما يتكون المستنبت غير المحدد من مواد طبيعية مثل مستخلص الخميرة التي لا يكون التركيب الدقيق لها معروفًا.
ويتم تكوين أطباق الآجار إما بطريقة متساهلة؛ يكون الغرض منها السماح لنمو جميع الميكروبات الموجودة، أو مقيدة أو انتقائية؛ حيث يكون الغرض منها عدم السماح إلا لنمو مجموعة فرعية معينة من تلك الميكروبات. وقد يستدعي ذلك وجود متطلب غذائي معين، مثل توفير مركّب محدد مثل اللاكتوز كمصدر وحيد للكربون، ومن ثمّ عدم تحديد سوى الميكروبات التي يمكنها تأييض ذلك المركب، أو باستخدام مضاد حيوي معين أو أية مادة أخرى لمنع تحديد سوى الميكروبات المقاومة لتلك المادة. ويرتبط ذلك إلى حد ما بالمستنبتات المحددة وغير المحددة؛ حيث تُعد المستنبتات غير المحددة، المكونة من مواد طبيعية وتحتوي على اتحاد عدد كبير جدًا من الجزيئات العضوية غير المعروفة، أكثر تساهلاً في العادة من حيث تلبية احتياجات مجموعة أكبر من الكائنات العضوية. أما المستنبتات المحددة فيمكن تصنيعها بدقة لتحديد كائنات عضوية ذات خواص محددة.
كما يمكن استخدام أطباق الآجار كأطباق كاشفة، حيث لا يتم تحديد الكائنات العضوية على أساس النمو وإنما يتم تمييزها من خلال التغير اللوني في بعض المستعمرات والذي ينتج في العادة بفعل إنزيم موجود في بعض المركبات التي تُضاف إلى المستنبتات.
ومن أنواع أطباق الآجار شائعة الاستخدام ما يلي:

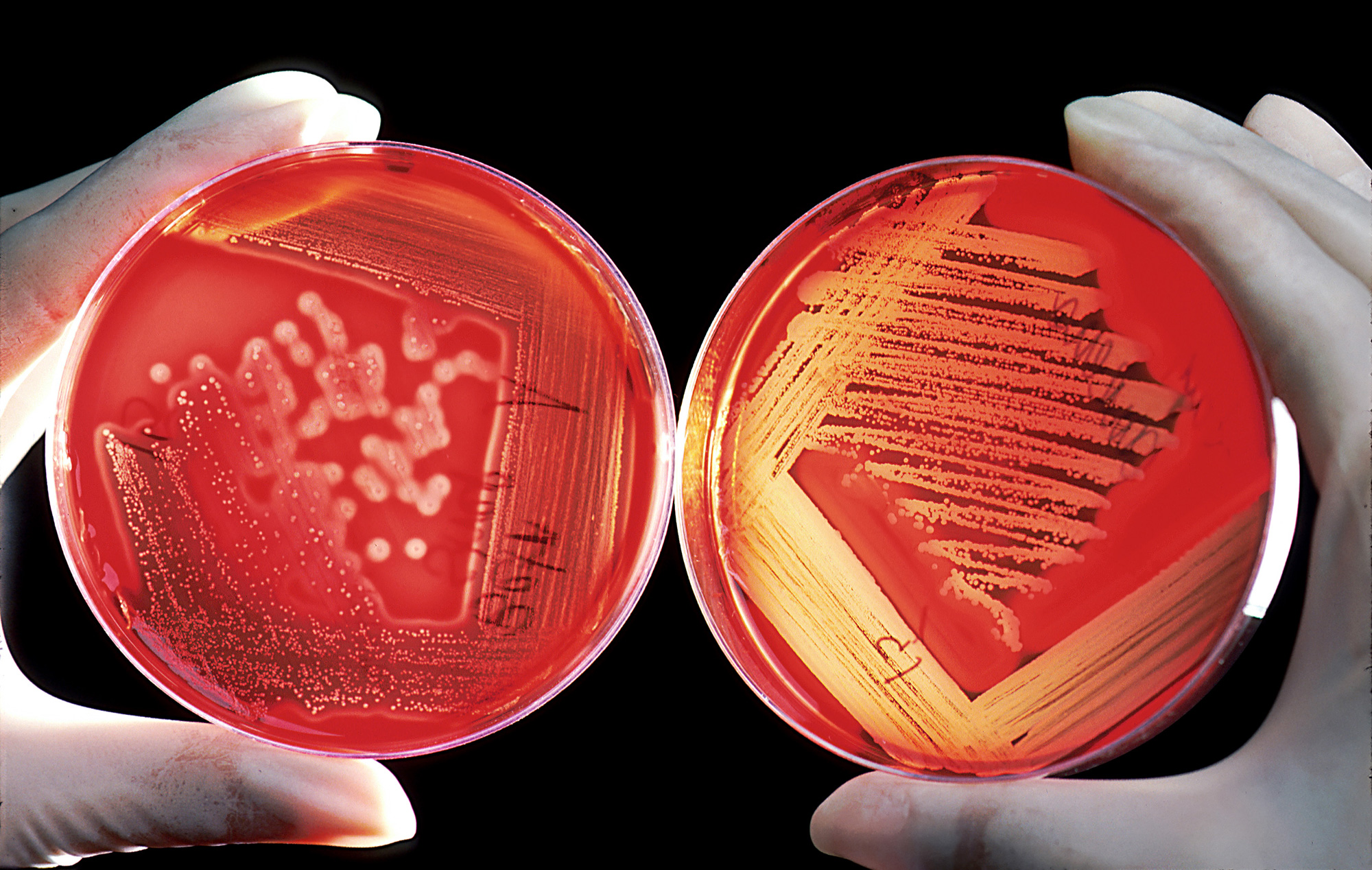
تُستخدم كريات دم حمراء الموجودة على طبق آجار لتشخيص العدوى. الطَبق الأيسر يُظهر عدوى موجبة بالمكورات العنقودية، أما الطبق الأيمن يُظهر عدوى موجبة بالبكتيريا العقدية مع وجود تأثير الهالة الذي يُظهر حالة الدم-بيتا للمجموعة أ. هذه العدوى قد تحصل للمرضى الخاضعين للعلاج الكيميائي.

## أنواع آجار الدم
- طبق آجار الدم (BAP)

يحتوي على دم الثدييات (الأغنام أو الخيل في العادة)، بتركيز 5-10% في المعتاد. وطبق آجار الدم عبارة عن مستنبت غني تفريقي يُستخدم لعزل الكائنات العضوية صعبة الإنماء إلى جانب الكشف عن النشاط الانحلالي. وسيُظهر النشاط الانحلالي من النوع بيتا تحللاً وهضمًا كاملين لمحتويات خلايا الدم حول المستعمرة. ومن أمثلة ذلك، البكتيريا العقدية الانحلالية، حيث يقوم النشاط الانحلالي للدم من النوع ألفا بتحليل جزئي للهيموجلوجين (فالخلايا إما أن تتحلل أو لا – حيث إن عملية الهضم قد تكون غير مكتملة) وتظهر باللون الأخضر. ومن أمثلة ذلك، المكورات العقدية المخضرة. ويشير مصطلح النشاط الانحلالي للدم من النوع جاما (أو البكتيريا التي ليس لها نشاط انحلالي للدم) إلى الافتقار إلى النشاط الانحلالي للدم.
تحتوي على عصارة اللحم، والتريبتون وكلوريد الصوديوم والآجار.
- آجار الشوكولاتة (CHOC)

هو نوع من طبق آجار الدم تحللت فيه خلايا الدم عن طريق تسخين الخلايا إلى 65 درجة مئوية. ويُستخدم آجار الشوكولاتة في زراعة بكتيريا الجهاز التنفسي صعبة الإنماء، مثل الإنفلونزا الوبائية. وفي الواقع، لا توجد أية شوكولاتة في الطبق؛ وإنما جاءت التسمية من اللون فقط.
- آجار دم الحصان هو نوع من المستنبتات الميكروبيولوجية.
- آجار ثاير مارتن (TM)

تم تصنيع آجار الشوكولاتة لعزل النيسرية بنية.
- آجارTCBS

يعزز آجار TCBS (الثيوسلفات-سترات-أملاح الصفراء السكاروزي) الغني من نمو أنواع الضمات، بما في ذلك ضمة الكوليرا.

## المستنبتات العامة للبكتريا
- آجار الإسكولين الصفراوي (BEA)

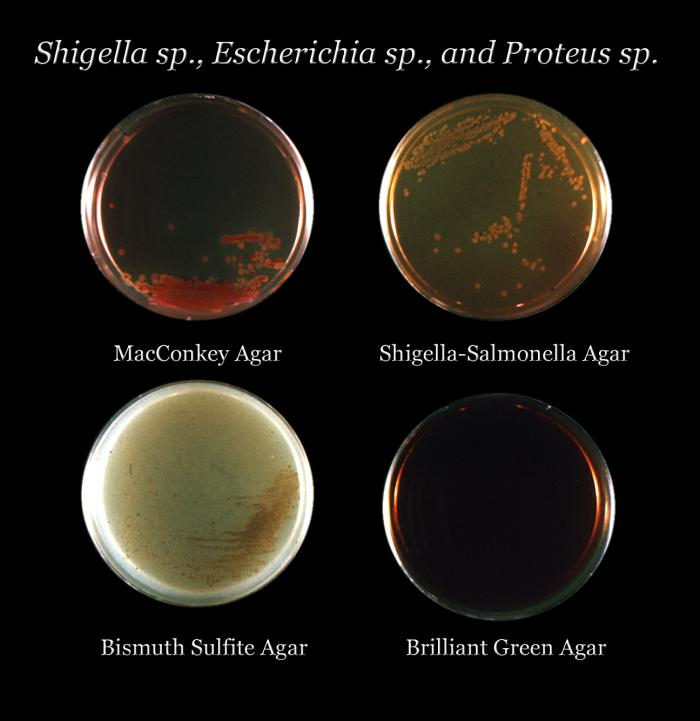
أربعة أنواع من أطباق الآجار توضح النمو التفريقي اعتمادًا على عملية التمثيل الغذائي للبكتريا

يُستخدم آجار الإسكولين الصفراوي في عزل المكورة المعوية وأيضًا المجموعة د من العقديات
- آجار CLED (آجار السيستين اللاكتوز الناقص المنحل بالكهرباء)

يُستخدم آجار CLED في عزل وتفريق بكتيريا المسالك البولية، لأنه يمنع أنواع المتقلبة من التجمع ويمكنه التمييز بين البكتريا المخمرة للاكتوز وغير المخمرة.
- آجار هكتون المعوي (HEA)

آجار هكتون المعوي مصمم لعزل واستعادة البكتيريا البرازية المنتمية لعائلة الأمعائيات. ويعتبر الهكتون المعوى مفيد جداً في عزل السالمونيلا والشيجيلا.
- معلق استذابة الجراثيم (LB)
- ماكونكي آجار (MAC)

تُستخدم المستنبتات الانتقائية والتفريقية للتفرقة بين البكتريا الموجبة لصبغة جرام ولكنها تمنع نمو البكتريا السالبة لصبغة جرام. وعند إضافة أملاح الصفراء والبنفسجية المتبلورة إلى الآجار، فإنها تمنع نمو معظم البكتيريا الموجبة لصبغة جرام مما يؤدي إلى تكون ماكونكي الآجار الانتقائي. وتتم إضافة اللاكتوز والحمرة المتعادلة لتفرقة البكتريا المخمرة للاكتوز، التي تكوّن مستعمرات وردية اللون، عن البكتيريا غير المخمرة للاكتوز التي تكوّن مستعمرات شفافة. ويعمل المستنبت البديل إيوسين أزرق الميثيلين (EMB) لأجل غرض مماثل.
- آجار ملح المانيتول (MSA)

آجار ملح المانيتول هو مستنبت انتقائي وتفريقي أيضًا. ويكشف المانيتول عن الكائنات العضوية التي تقوم بتخمير المانيتول. وينتج عن تخمير المانيتول حمض اللاكتيك، مما يؤدي إلى انخفاض درجة الحموضة وتحول الطبق إلى اللون الأصفر. ويُستخدم الملح في تحديد محبات الملوحة؛ حيث إن الكائنات العضوية التي لا تستطيع مقاومة المحتوى عالي الملوحة لن يمكنها النمو جيدًا.
- آجار مولر هنتون (MHA)

يحتوي آجار مولر هنتون على نقيع لحم البقر والببتون والنشا، ويُستخدم بصفة أساسية في اختبار الحساسية للمضادات الحيوية. ويمكن أن يكون في شكل آجار دم.
- آجار المغذيات

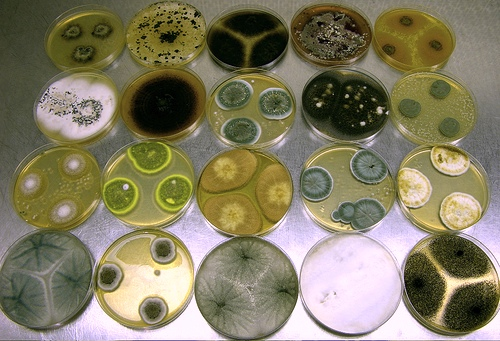
فطريات نامية في مزرعة أكزينية (الفطريات الكيسية)

عادة ما يُستخدم آجار المغذيات في نمو الكائنات الدقيقة غير صعبة الإنماء وملاحظة إنتاج الصبغات. ويمكن استخدامه بأمان في مختبرات العلوم بالمدارس لكونه لا يساعد على نمو البكتيريا المسببة للأمراض بطريقة انتقائية.
- آجار أونوز

يسمح آجار الأونوز بالتشخيص البكتريولوجي السريع، حيث يمكن تفرقة مستعمرات السالمونيلا والشيجيلا عن باقي الأمعائيات. وتكون كميات السالمونيلا التي يتم الحصول عليها من عينات البراز، عند استخدام هذا المستنبت، أعلى من تلك المتحصل عليها من آجار ليفسون أو آجار السالمونيلا-الشيجيلا (SSA).
- آجار الكحول الفينيل-إيثيلي (PEA)

يحدد آجار الكحول الفينيل-إيثيلي أنواع المكورات العنقودية مع منع العصيات السالبة لصبغة جرام (مثل الإشريكية القولونية والشيجيلا والمتقلبة، إلى غير ذلك).
- آجار R2A (R2A)

آجار غير محدد يحاكي مستنبت المياه. وهو يُستخدم لتحليل المياه.
- آجار تربسيين الصويا (TSA)

يعتبرآجار تربسين الصويا من المستنبتات المستخدمة للأغراض العامة والتي يتم إنتاجها عن طريق الهضم الإنزيمي لفول الصويا والكازين، كما أنه يعتبر المستنبت الأساسي لجميع أنواع الآجار. على سبيل المثال، تُصنع أطباق آجار الدم عن طريق إثراء أطباق آجار تربسين الصويا بالدم (انظر أعلاه).
وتساعد أطباق آجار تربسين الصويا في نمو العديد من أنواع البكتريا شبه صعبة الإنماء، بما في ذلك بعض أنواع البروسيلا والوتدية واللستريا والنيسرية والضمات.
- آجار الزيلوز-ليسين-ديوكسي كولات (XLD)

يستخدم آجار الزيلوز-ليسين-ديوكسي كولات في زرع عينات البراز ويحتوى على اثنين من الكواشف. ويتم تكونيه لمنع إنبات البكتريا السالبة لصبغة جرام بينما تقوم بتحفيز إنبات العصيات الموجبة لصبغة جرام. وتظهر المستعمرات للبكتريا المخمرة للاكتوز باللون الأصفر.
كما يُستخدم أيضًا لعزل السالمونيلا المحتمل تواجدها في عينات الطعام. وتشكل معظم مستعمرات السالمونيلا مركزًا أسود اللون عند زرعها على آجار الزيلوز-ليسين-ديوكسي كولات.
- آجار الستروميد

يعتبر آجار الستروميد نوعاً من الآجار الانتقائي لعزل البكتريا السالبة لصبغة جرام الزائفة الزنجارية.
- ويحتوى آجار التنسدال على تلوريت البوتاسيوم والذي يمكنه عزل الوتدية الخناقية.[5]

## مستنبتات الفطريات
- آجار سابورو

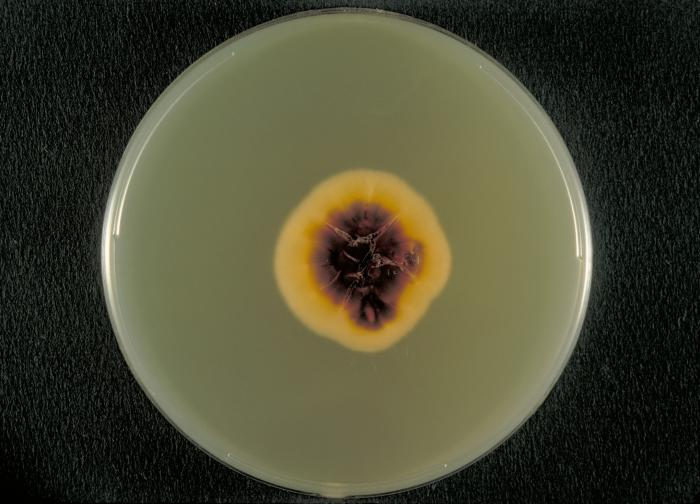
منظر سفلي لطبق آجار سابورو يحتوي على مستعمرة الشعروية الحمراء.

يُستخدم آجار سابورو لزراعة الفطريات وله درجة حموضة منخفضة تمنع نمو معظم البكتريا، ويحتوي أيضًا على المضاد الحيوي جنتاميسين لمنع نمو البكتريا السالبة لصبغة جرام على وجه التحديد.
- آجار نقيع القش

خاص بزراعة العفن الغروي (ليس من الفطريات).
- آجار دكستروز البطاطس

يُستخدم آجار دكستروز البطاطس (PDA) في زراعة أنوع معينة من الفطريات.
- آجار مستخلص الشعير

يحتوي آجار مستخلص الشعير على الببتون، وهو آجار حمضي. وهو يستخدم أساسًا في عزل الكائنات العضوية الفطرية.

## مستنبتات الحزازيات
- آجار نوب

يُستخدم آجار نوب لزراعة البروتونيما أكزينيًا وجميع نباتات الحزازيات، مثل سيكوميتريلا بيتنس، وهو نظام حي نموذجي.

## وصلات خارجية
- Video of sheep blood agar preparation
- Science Buddies - All About Agar